# Zagato
Zagato é uma companhia italiana especializada na construção e desenho de carroçarias de automóveis.
A companhia foi criada em 1919 por Ugo Zagato, e é sediada em Rho, na província de Milão.

## Galeria de imagens

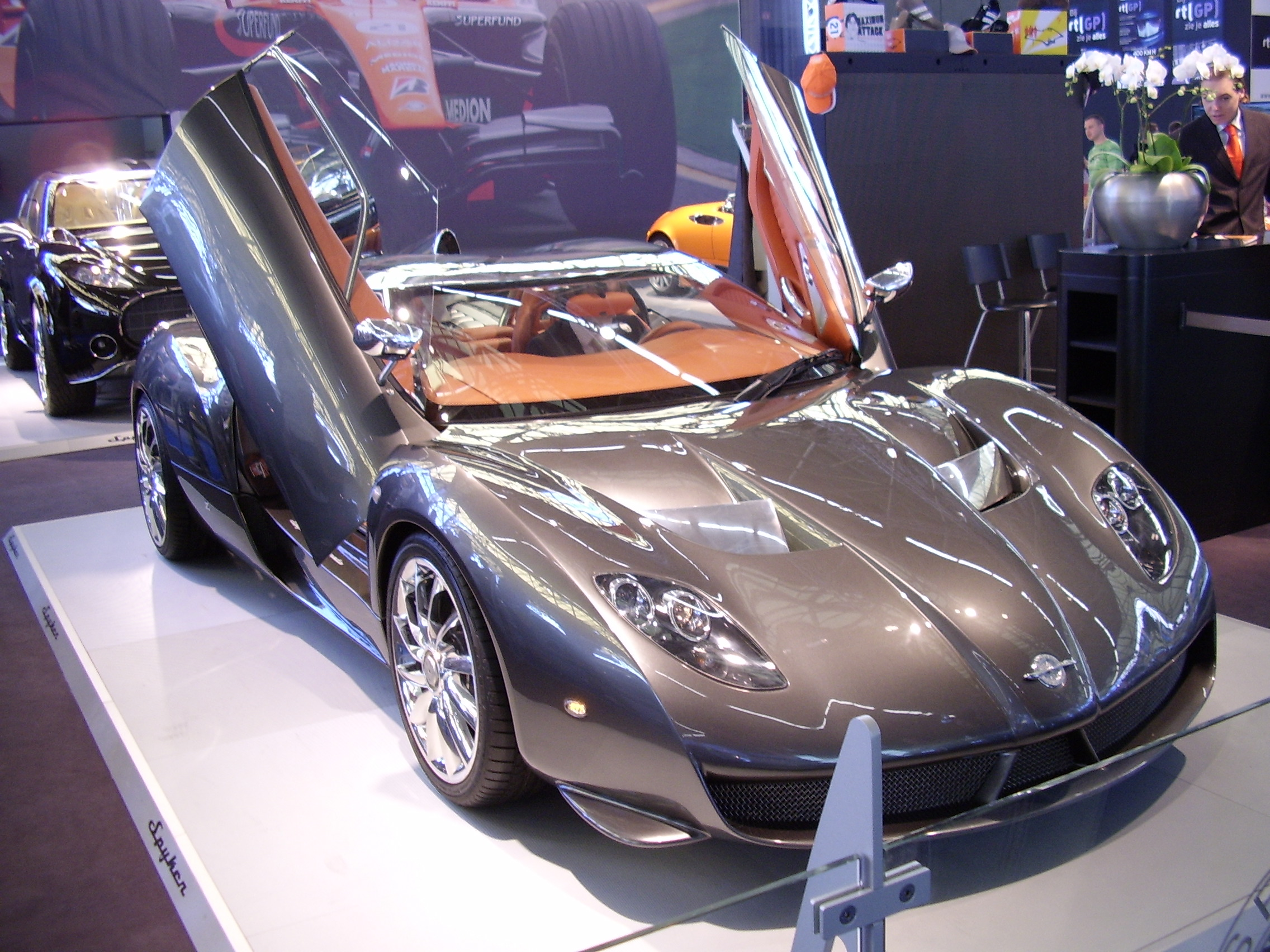
Spyker C12 Zagato
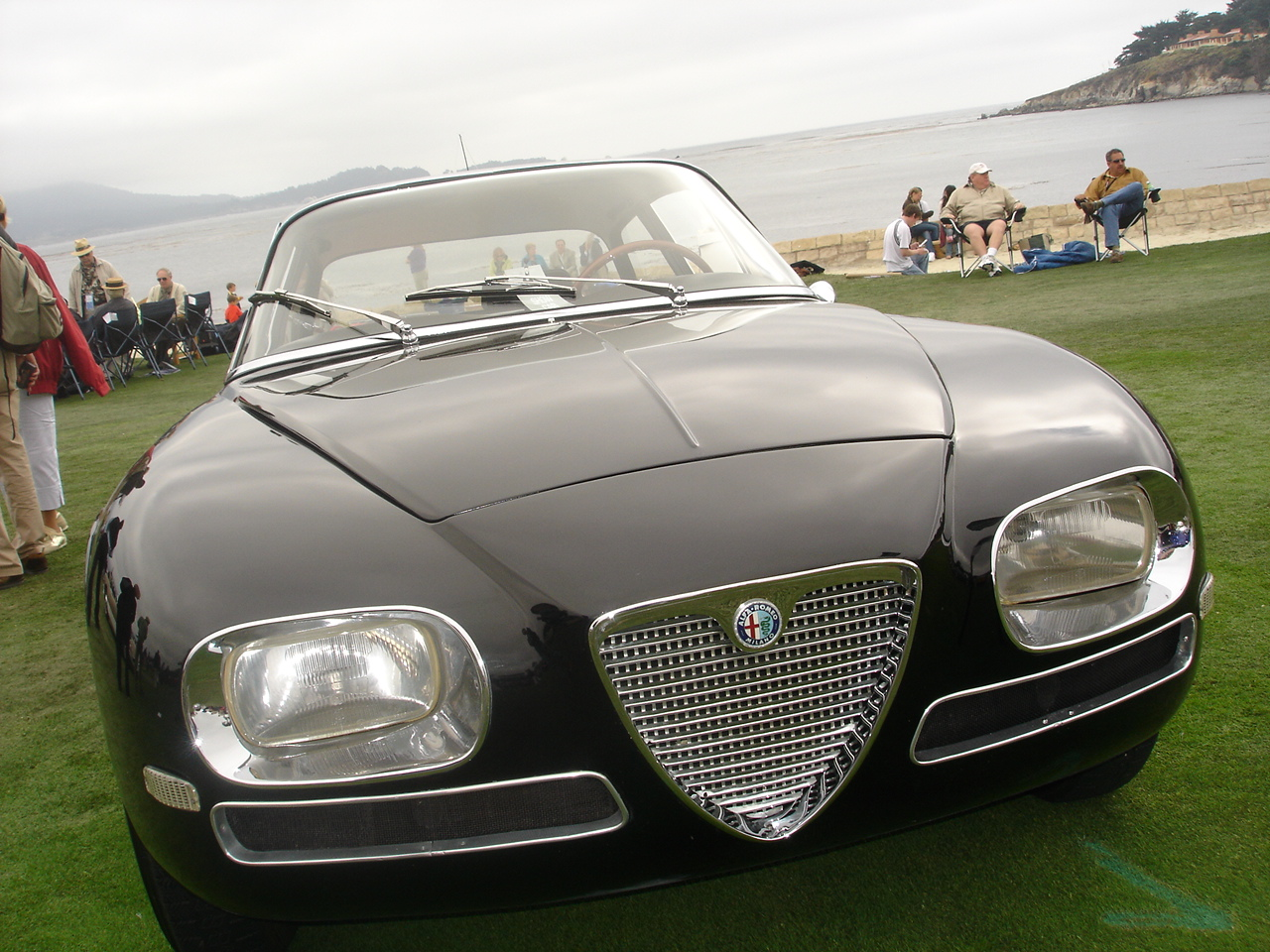
Alfa Romeo 2600 Zagato
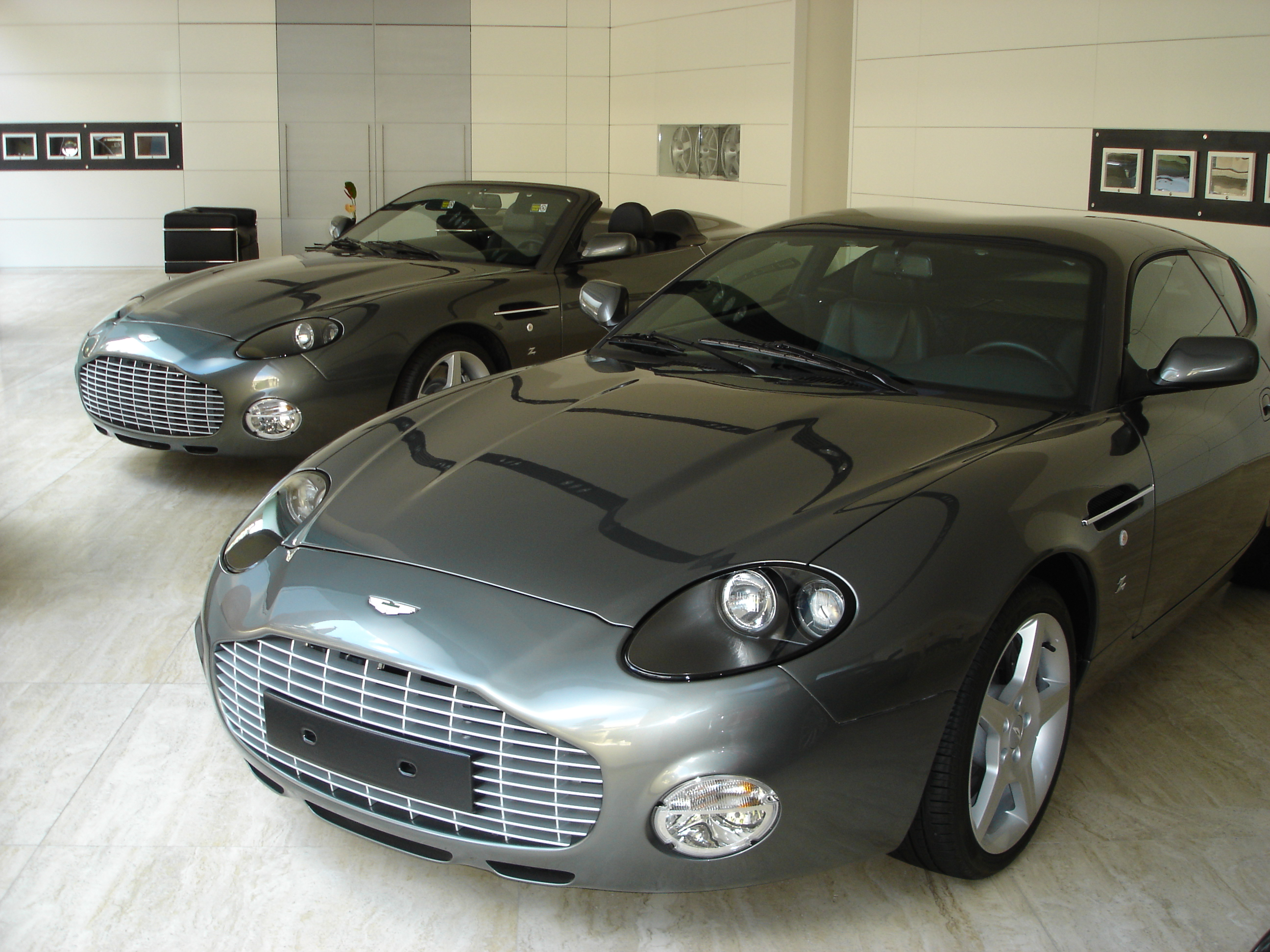
Aston Martin DB7 Zagato